# Larsen-ijsplateau

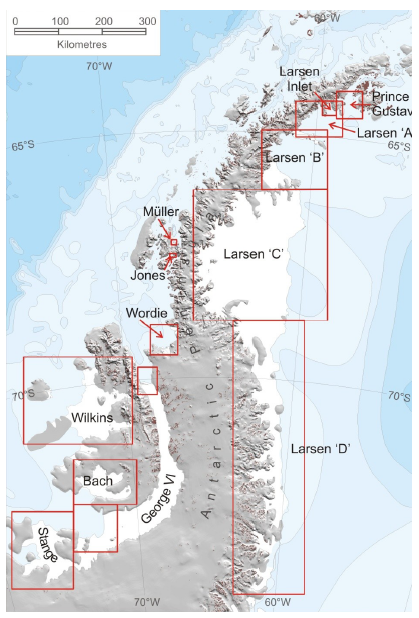
Deze kaart geeft de locatie van Larsen A (verdwenen), B (verdwenen), C en D, de vier grootste ijsplaten van de ijsplaat Larsen.

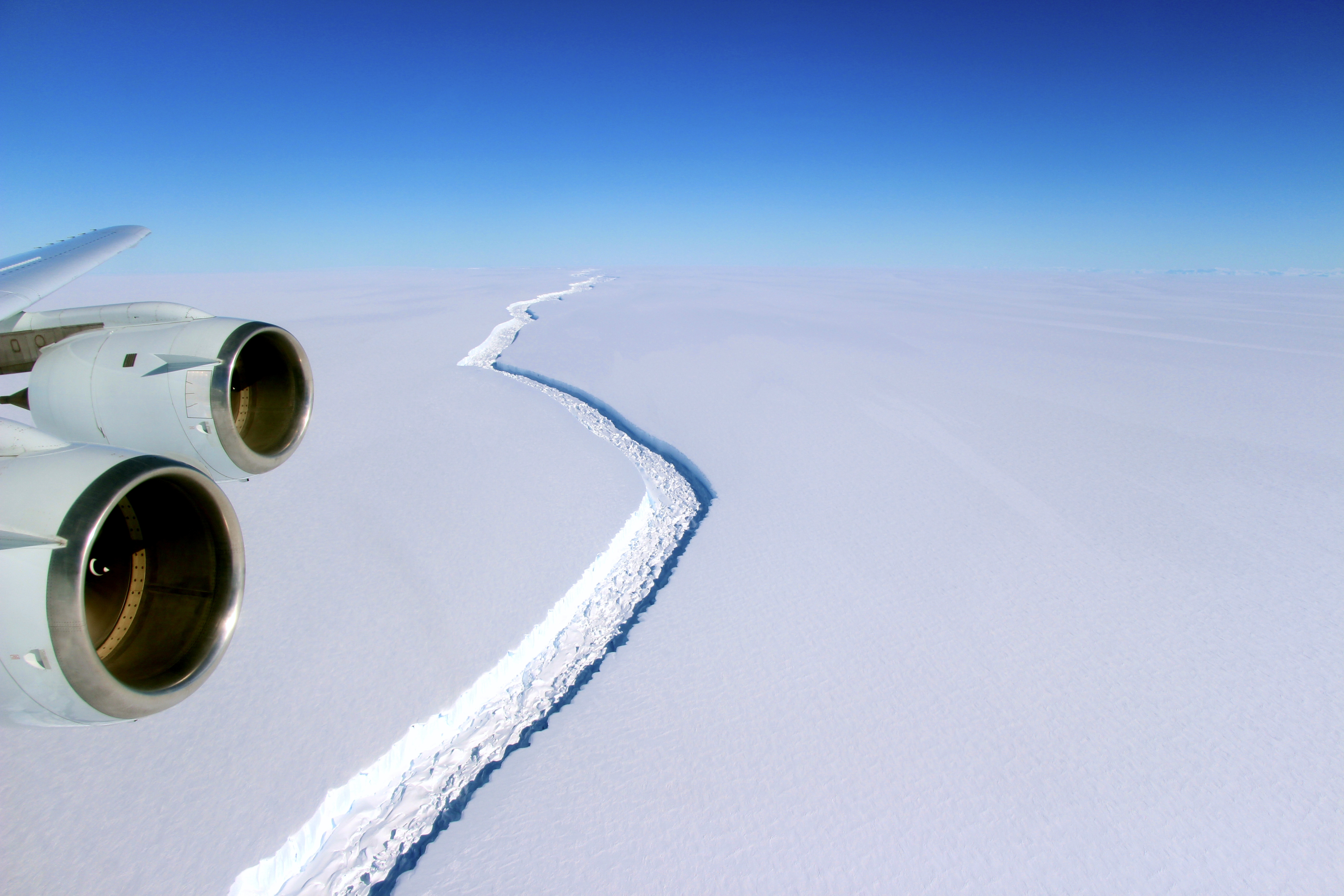
2016, Larsen C

Het Larsenijsplateau is een groot ijsplateau in het noordwestelijk deel van de Weddellzee op Antarctica. De ijsplaat is vernoemd naar de Noorse ontdekkingsreiziger Carl Anton Larsen, die in november 1893 met zijn schip de Jason als eerste langs de ijsplaat voer.
Het Larsenijsplateau wordt traditioneel onderverdeeld in een aantal segmenten. Van noord naar zuid zijn dit "Larsen A", "Larsen B", hierna "Larsen C" (de grootste) en verder naar het zuiden "Larsen D". Hierna volgen nog een paar kleinere segmenten genaamd Larsen E, F en G. Larsen A en B zijn inmiddels uit elkaar gevallen.

## Desintegratie
Sinds de jaren 1990 is het noordelijk deel van de Larsenijsplaat, waarschijnlijk als gevolg van de opwarming van de Aarde waardoor met name de zomers in het gebied snel warmer worden, duidelijk bezig in hoog tempo uit elkaar te vallen. In 1995 viel Larsen A uit elkaar, in 2002 gebeurde hetzelfde met Larsen B. In 2005 concludeerden onderzoekers van Hamilton College in New York dat de desintegratie in 10.000 jaar (het einde van de laatste ijstijd) nog nooit zo snel was gegaan. In juli 2017 brak er een groot stuk met een oppervlak van 5800 km² af van de ijsplaat Larsen C, die hierdoor 12% van zijn massa verloor. Vermoed wordt dat ook Larsen C verder zal desintegreren.